# Boophis tephraeomystax
Espèce
Synonymes
- Polypedates tephraeomystax Duméril, 1853
- Polypedates crossleyi Peters, 1874
- Polypedates dispar Boettger, 1878
- Polypedates dispar var. leucopleura Boettger, 1881
- Rhacophorus difficilis Boettger, 1892
- Rhacophorus hildebrandti Ahl, 1925

Statut de conservation UICN

 LC  : Préoccupation mineure
Boophis tephraeomystax est une espèce d'amphibiens de la famille des Mantellidae.

## Répartition
Cette espèce est endémique de Madagascar. Elle se rencontre du niveau de la mer jusqu'à 900 m d'altitude dans le Nord et l'Est de l'île.

## Description
Boophis tephraeomystax mesure de 35 à 42 mm pour les mâles et de 41 à 50 mm pour les femelles. Son dos est beige avec habituellement deux bandes latérales jaunes et des taches jaune clair sur les flancs. Il présente parfois des taches brunes pouvant exceptionnellement être grandes. Ses membres sont rayés de brun foncé. Son ventre est de couleur crème. Sa peau est granuleuse chez le mâle et lisse chez la femelle. Les mâles présentent un seul sac vocal.
Des variations observées entre le caryotype des populations de l'Est et celles du Sud-Ouest suggère qu'il pourrait exister des sous-espèces.

## Publication originale
- Duméril, 1853 : Mémoire sur les Batraciens anoures de la famille des Hylaeformes ou Rainettes, comprenant la description d'un genre nouveau et de onze espèces nouvelles. Annales des Sciences Naturelles, sér. 3, vol. 19, p. 135-179 (texte intégral).